# Prosper Braeckman
Prosper Alphonse Braeckman (Brussel, 23 november 1888 - Sint-Jans-Molenbeek, 1 oktober 1920)) was een Belgisch voetballer. Braeckman was een middenvelder.

## Carrière
Braeckman speelde van 1905 tot 1914 voor Daring CB met uitzondering van 1905-1906 toen hij voor een jaar bij Excelsior CB uitkwam. In 84 wedstrijden scoorde hij 12 keer. Hij won er in 1912 en 1914 de landstitel.
In 1914 stopte hij op 26-jarige leeftijd met voetballen. Dat komt doordat er van 1914 tot 1919 door de Eerste Wereldoorlog geen competitie was. Hij overleed in 1920.

## Rode Duivels
Braeckman debuteerde op 17 april 1909 tegen de amateurploeg van Engeland, die de Rode Duivels met 11-2 verloren (de grootste nederlaag ooit van de Belgen). Hij kwam acht keer uit voor de Rode Duivels.